# Julius Albert Fridericia

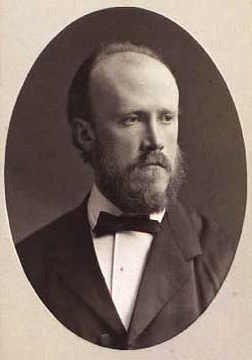
Julius Albert Fridericia (1881)

Julius Albert Fridericia (geboren am 10. Juni 1849 in Kopenhagen; gestorben am 28. Oktober 1912 in Frederiksberg) war ein dänischer Bibliothekar und Historiker.

## Leben
Fridericia war ein Sohn des Fabrikanten, Seiden- und Stoffhändlers Heyman Samuel Fridericia (22. Mai 1798–31. März 1869) und dessen Frau Emma Banisa (geborene Cohen-Brandes, 1814–1853). Im Jahr 1866 absolvierte er das „Det von Westenske Institut“ mit Auszeichnung und nahm 1872 an der Magisterkonferenz in Geschichte teil. Er befasste sich mit der dänischen Außenpolitik in der Mitte des 17. Jahrhunderts. 1874 wurde er Assistent der Universitätsbibliothek und erkannte bald, dass er für seine Arbeit Quellenmaterial in ausländischen Archiven suchen musste. Er unternahm eine Reise zu den Hauptarchiven Schwedens, Deutschlands, Englands, Frankreichs und der Niederlande. Diese Recherchen führten zu seinem Hauptwerk über Dänemarks außenpolitische Geschichte vom Frieden von Lübeck bis zum Frieden von Kopenhagen in den Jahren 1629 bis 1660. Dieses Werk erschien in zwei Teilen 1876 und 1882, wobei es unvollendet blieb und nur bis zum Frieden von Brömsebro im Jahr 1645 reicht. Fridericia beschäftigte sich in dieser Zeit auch mit inneren Angelegenheiten Dänemarks, so dass dieses Thema immer mehr zum Schwerpunkt seiner Studien wurde. Er verfasste mehrere Abhandlungen über die landesrechtlichen Verhältnisse im 17. Jahrhundert, so unter anderem zu den Marschällen und ihrem Amt oder über Frederik III. und die Einführung der Monarchie. Er untersuchte die Umstände, die zum Niedergang des alten dänischen Adels unter Friedrich III. führten oder studierte Statistiken über Kopenhagens Bevölkerungsverhältnisse und die ländlichen Räume. Seit Januar 1891 war er 1. Unterbibliothekar.
Er war 1877 einer der Mitbegründer der Gesellschaft zur Veröffentlichung von Quellen zur dänischen Geschichte (dänisch Selskabet for Udgivelse af Kilder til dansk Historie) und veröffentlichte gemeinsam mit Carl Frederik Bricka die Briefe König Christians IV. in sieben Bänden (Kong Christian den fjerdes egenhaendige breve) 1878 bis 1891. 1883 wurde er Mitglied der Dänischen Gesellschaft für Geschichte des Vaterlandes (dänisch Danske Selskab for Fædrelandets Historie) und 1888 der Gesellschaft der Wissenschaften (dänisch Videnskabernes Selskab). Seit 1897 war er als Sekretär der Dänischen Historischen Gesellschaft auch als Herausgeber des dänischen Historisk Tidskrift tätig.

## Familie
Am 28. Dezember 1886 heiratete er Emma Amalie Hansine Henriette Andrea (geborene Siemsen, 26. August 1857–21. September 1896), eine Tochter von Hans Heinrich Siemsen (1799–1866), eines Kapitäns und Zeugmeisters der Bornholmer Waffenkammer.
Fridericia hatte mehrere Geschwister:
- Ida Sara Fridericia (29. November 1838–13. Februar 1920) ⚭ 29. November 1857 mit Adolph Hannover (24. November 1814–7. Juni 1894)
  - Martin Adolph Hannover
  - Harald Immanuel (oder Emmanuel) Hannover
  - Fanny Hannover (11. September 1863–13. November 1933) ⚭ 13. März 1887 mit Just Egmond Cohen (1858–1919)[4]
  - Emil Viggo Hannover
- William Maurice Fridericia (11. Februar 1842–11. Oktober 1907), der Eisenbahningenieur war.[5]
- Gustav Sigurd Fridericia (27. Dezember 1845 oder 1845–27. Januar 1876)

## Schriften (Auswahl)
- Danmarks ydre politiske Historie fra Freden i Lybek til Freden i Kjøbenhavn (1629–1660). Band 1: Fra Freden i Lybek til Freden i Prag. (1629–1635). Kopenhagen 1876 (archive.org), Band 2: I Tiden fra Freden i Prag- til Freden i Bromsebro (1635–1645). (archive.org).
- Rigsmarskerne og Rigsmarskembedet.
- Frederik III og Enevældens Indførelse.
- Den gamle danske Adels Fald og begyndende Opløsning under Frederik III.
- Den danske Bondestands Undertrykkelse og Frigjørelse. 1888.
- Aktstykker til oplysning om stavsbaandets historie. Klein, Kopenhagen 1888 (archive.org).
- als Herausgeber: Generallieutenant Jorgen Bjelkes selvbiografi. P. G. Philipsens Forlag, Kopenhagen 1890 (archive.org).
- Adelsvaeldens Sidste Dage. Danmarks Historie fra Christian IV’s Død til Enevældens Indførelse (1648–1660) P. G. Philipsens Forlag, Kopenhagen 1894 (archive.org).